# 拓跋思泰
拓跋思泰（7世纪?—721年），拓跋党项在唐朝时的首领，西夏的先祖。
开元九年（721年），唐朝在庆州重设静边州都督府，以拓跋部大首领拓跋思泰任都督。同年四月，拓跋思泰帮助唐朝围剿六胡州起义，战死。唐玄宗下制书，追赠拓跋思泰为特进兼左金吾卫大将军，以其子拓跋守寂袭爵。